# 愛車天国!カスタムガレージ
『愛車天国!カスタムガレージ』は、スカパーが制作し、BSスカパーで放送されていたテレビ番組。
ロンドンブーツ1号2号の田村亮が司会を務める。
2016年12月17日 以来、新作は放映されていない。

## 番組内容
カーマニアである田村亮がMCをつとめ、カスタムカーをテーマにしており、カスタムカーのイベントやさまざなま個性的なカスタムカーの紹介を行う。加えて、軽トラを米軍使用のように改造するなどの企画もある。ムーンオート』の清野正幸氏がカスタムカーの解説を行う。
企画としては田村亮がカスタムカーをプロデュースするRYO's PRODUCE、カスタムカーイベントに潜入し様々なカスタムカーを紹介するCUSTOM CAR LOVERS、ビキニの女性が洗車をするSEXY CAR WASH、名車再生!クラシックカー・ディーラーズ等のカスタムカーを取り扱っているスカパーの自動車関係コンテンツを紹介するSKY PerfecTV CAR PROGRAM等からなる。第4回放送からは、カー工具店「アストロプロダクツ」で、マストアイテム探し！番組オリジナルグッズも制作するCUSTOM SHOP、春の大ハーレー・ツーリングに密着するCUSTOM LIFE DOCUMENTという新企画が追加された。

## 放送リスト
| 回                   | RYO's PRODUCE                                                                         | CUSTOM CAR LOVERS                                                             |
| -------------------- | ------------------------------------------------------------------------------------- | ----------------------------------------------------------------------------- |
| 第1回                | 予算50万円で軽トラを米軍使用に                                                        |                                                                               |
| 第2回 2014年7月26日  | ロッチ中岡のホンダ・フィット／ ホンダ・クロスロード(視聴者応募者)                     | IKURA’s AMEFES 2015に潜入                                                     |
| 第3回 2015年12月27日 | 「三菱 デリカ」(視聴者応募者)、 ノッチ（デンジャラス）の「ハーレー（ストリート750）」 | SEMA SHOW 2015                                                                |
| 第4回 2016年6月26日  | バイきんぐ・小峠英二のバイクカスタム （TRIUMPH 1961年／650cc）をプロデュース！        | 「30th Mooneyes Street Car Nationals」 に潜入！最新のカスタム事情をレポート！ |
| 第5回 2016年9月4日   | 2丁拳銃・修士のSUVのホイールをカスタム                                                | IKURA’s AMEFES 2016に潜入                                                     |
| 第6回 2016年12月17日 | じゅんいちダビッドソンの 1965年式シボレーシェベルマリブSSをカスタム                   | SEMA SHOW 2016                                                                |

## 出演者

### レギュラー
- 田村亮(ロンドンブーツ1号2号)
- ギンナナ
- 清野正幸(ムーンオート）
- IKURA
- 大山愛未

### ゲスト
- なみえ(姫くり)
- 2丁拳銃・修士
- じゅんいちダビッドソン
- 中岡創一
- ノッチ (お笑い芸人)
- 小峠英二